# Kwonkan linnaei
Espèce
Synonymes
- Yilgarnia linnaei Main, 2008

Kwonkan linnaei est une espèce d'araignées mygalomorphes de la famille des Anamidae.

## Distribution
Cette espèce est endémique du Wheatbelt en Australie-Occidentale,. Elle se rencontre dans les réserves naturelles Durokoppin, North Bungulla et East Yorkrakine.

## Description
La carapace du mâle holotype mesure 2,6 mm de long sur 1,8 mm.

## Systématique et taxinomie
Cette espèce a été décrite sous le protonyme Yilgarnia linnaei par Main en 2008. Elle est placée dans le genre Kwonkan par Harvey, Hillyer, Main, Moulds, Raven, Rix, Vink et Huey en 2018.

## Étymologie
Cette espèce est nommée en l'honneur de Carl von Linné.

## Publication originale
- Main, 2008 : A new species of the mygalomorph spider genus Yilgarnia from the Western Australian wheatbelt (Araneae: Nemesiidae). Records of the Western Australian Museum, vol. 24, no 4, p. 321-324 (texte intégral).